# 过氧甲醇
过氧甲醇是一种有机化合物，化学式为CH3OOH，它是最简单的氢过氧化物，是一种挥发性的无色液体。它是大气中甲烷氧化反应的中间体而有所研究，但它相当易爆，很少直接应用。它可由过氧化苯甲酸甲酯和氧化(三正丁基锡)在乙醚中反应得到。